# 三段論
三段论在传统逻辑中，是在其中一个命题（结论）必然地从另外两个命题（叫做前提）中得出的一种推论。这个定义是传统的，可以宽松地从亚里士多德的《前分析》Book I, c. 1中推出来。希腊语“sullogismos”的意思是“演绎”。对传统意义上的三段论的详细描述参见直言三段论。
三段论由三个部分组成：大前提、小前提和结论。逻辑上，结论是于小前提之上应用大前提得到的。大前提是一般性的原则，小前提是一个特殊陈述。

## 正式定義
在數理邏輯裡，三段论證可以能代表：(若 {\displaystyle {\mathcal {A}}} 、 {\displaystyle {\mathcal {B}}} 、 {\displaystyle {\mathcal {C}}} 都為合式公式)
{\displaystyle {\mathcal {A}}\Rightarrow {\mathcal {B}},\,{\mathcal {B}}\Rightarrow {\mathcal {C}}\vdash {\mathcal {A}}\Rightarrow {\mathcal {C}}}
也就是一個元定理，事實上是演繹定理的直截結果。
但另一方面，若
{\displaystyle {\mathcal {A}},\,{\mathcal {B}}\vdash {\mathcal {C}}}
成立，則也會被稱為以 {\displaystyle {\mathcal {A}}} 和 {\displaystyle {\mathcal {B}}} 為前提，{\displaystyle {\mathcal {C}}} 為結論的三段論證。

## 範例
亚里士多德给出的经典的“Barbara”三段论：
如果所有人（M）都是必死的（D），（大前提）：{\displaystyle \forall x[M(x)\Rightarrow D(x)]}
并且所有希腊人（G）都是人（M），（小前提）：{\displaystyle \forall x[G(x)\Rightarrow M(x)]}
那么所有希腊人（G）都是必死的（D）。（结论）：{\displaystyle \forall x[G(x)\Rightarrow D(x)]}
嚴謹地說，這段論證宣稱
{\displaystyle \forall x[M(x)\Rightarrow D(x)],\,\forall x[G(x)\Rightarrow M(x)]\vdash \forall x[G(x)\Rightarrow D(x)]}
這個論證會正確，是基於
{\displaystyle \forall x{\mathcal {A}}\vdash {\mathcal {A}}}
和
{\displaystyle {\mathcal {A}}\Rightarrow {\mathcal {B}},\,{\mathcal {B}}\Rightarrow {\mathcal {C}}\vdash {\mathcal {A}}\Rightarrow {\mathcal {C}}}
還有普遍化：（若變數{\displaystyle x}在{\displaystyle \Gamma }裡的所有合式公式中，都不自由）
若 {\displaystyle \Gamma \vdash {\mathcal {A}}} ，那就會有 {\displaystyle \Gamma \vdash \forall x{\mathcal {A}}}
另一方面，含常數符號(特殊個體)的例子如
所有人（M）都是必死的（D），（大前提）：{\displaystyle \forall x[M(x)\Rightarrow D(x)]}
苏格拉底（S）是人（M），（小前提）：{\displaystyle M(S)}
苏格拉底是必死的。（结论）：{\displaystyle D(S)}
上面的例子也可以抽換成
(所有)金属可以导电，（大前提）
铜是金属，（小前提）
铜可以导电。（结论）

## 有效性
与之相对的是隐喻，它组织叫做肯定后件的一种形式的三段论，是逻辑谬论：
草（P）会死（M）.
人（S）会死（M）.
人（S）是草（P）.
Barbara三段论涉及文法和逻辑类型；它有一个主词（比如苏格拉底）和一个谓词（必死的）。肯定后件，是隐喻的基础。这种形式的三段论是逻辑上无效的。
三段论也可以是无效的，如果它们有四个项或者中项不周延。
归纳论证（epagoge）是依赖于归纳推理的弱三段论。

## 24論式圖示
下表以文氏圖展示24個有效直言三段論，不同欄表示不同的前提，不同外框顏色表示不同的結論，需要存在性預設的推理以虛線與斜體字標示。
| 格 | A ∧ A   |         | A ∧ E     |           |          |          | A ∧ I  |         | A ∧ O  |         | E ∧ I    |
| 格 | AAA     | AAI     | AEE       | AEO       | EAE      | EAO      | AII    | IAI     | AOO    | OAO     | EIO      |
| 1  | Barbara | Barbari |           |           | Celarent | Celaront | Darii  |         |        |         | Ferio    |
| 2  |         |         | Camestres | Camestros | Cesare   | Cesaro   |        |         | Baroco |         | Festino  |
| 3  |         | Darapti |           |           |          | Felapton | Datisi | Disamis |        | Bocardo | Ferison  |
| 4  |         | Bamalip | Calemes   | Calemos   |          | Fesapo   |        | Dimatis |        |         | Fresison |